# Russ Millions
Russ Millions, auch bekannt als Russ Splash oder Russ (* 20. März 1996 in Lewisham, London; eigentlich Shylo Batchelor Ashby Milwood) ist ein britischer Rapper und Songwriter.

## Leben
Shylo Batchelor Ashby Milwood kam als Sohn karibischer Einwanderer in Lewisham, London, zur Welt. 2016 begann er mit dem Rappen, war jedoch nicht zufrieden damit. Erst 2018 wagte er den Schritt in die Öffentlichkeit mit dem Video zu Splash Out 2.0. Musikalisch wurde er vom Bashment-Sound um Masicka, Aidonia, Dexta Daps und Vybz Kartel beeinflusst. Seinen Stil bezeichnet er als „Crashment“, eine Mischung aus Bashment und Drill. Es folgten weitere Videos. Nachdem Splash Out 3.0 erschienen war, verstarb seine kleine Schwester und er dachte zunächst ans Aufhören, wurde aber ermutigt, weiterzumachen. Der Durchbruch gelang ihm 2018 mit dem Song Gun Lean. Der Song erregte Aufmerksamkeit durch den von Millions entwickelten Tanz, der von verschiedenen Prominenten, darunter dem Fußballspieler Jesse Lingard von Manchester United, aufgegriffen wurde. Der Song wurde der erste Drill-Rap-Song, der in den Top 10 der britischen Charts erreichte.
Am 4. April 2019 erreichte Keisha & Becky, eine Kollaboration mit Tion Wayne, ebenfalls die Top 10 und verblieb 31 Wochen in den Charts. Der Song wurde später mit Platin ausgezeichnet.
2021 erschien mit Body eine weitere Kollaboration mit Tion Wayne, die Platz 1 der britischen, australischen, irischen und neuseeländischen Charts erreichte.

## Diskografie

### Alben
- 2023: One of a Kind
- 2024: Shylo

### Singles
| Jahr | Titel Album                     | Höchstplatzierung, Gesamtwochen, AuszeichnungChartplatzierungen (Jahr, Titel, Album, Platzierungen, Wochen, Auszeichnungen, Anmerkungen) | Höchstplatzierung, Gesamtwochen, AuszeichnungChartplatzierungen (Jahr, Titel, Album, Platzierungen, Wochen, Auszeichnungen, Anmerkungen) | Höchstplatzierung, Gesamtwochen, AuszeichnungChartplatzierungen (Jahr, Titel, Album, Platzierungen, Wochen, Auszeichnungen, Anmerkungen) | Höchstplatzierung, Gesamtwochen, AuszeichnungChartplatzierungen (Jahr, Titel, Album, Platzierungen, Wochen, Auszeichnungen, Anmerkungen) | Anmerkungen                                                  |
| Jahr | Titel Album                     | DE | AT | CH | UK | Anmerkungen                                                  |
| ---- | ------------------------------- | --- | --- | --- | --- | ------------------------------------------------------------ |
| 2018 | Gun Lean –                      | — | — | — | UK9 Platin · (9 Wo.)UK | Erstveröffentlichung: 20. Dezember 2018                      |
| 2019 | Keisha & Becky –                | — | — | — | UK7 ×2Doppelplatin · (31 Wo.)UK | Erstveröffentlichung: 21. März 2019 mit Tion Wayne           |
| 2019 | Mr. Sheeen –                    | — | — | — | UK28 (5 Wo.)UK | Erstveröffentlichung: 20. Juni 2019 mit Digga D              |
| 2021 | Body –                          | DE28 (13 Wo.)DE | AT37 (14 Wo.)AT | CH4 Gold · (26 Wo.)CH | UK1 ×2Doppelplatin · (28 Wo.)UK | Erstveröffentlichung: 26. März 2021 mit Tion Wayne           |
| 2021 | Big Shark –                     | — | — | — | UK54 (3 Wo.)UK | Erstveröffentlichung: 2. Juli 2021                           |
| 2021 | 6:30 One of a Kind              | — | — | — | UK53 Silber · (6 Wo.)UK | Erstveröffentlichung: 8. Oktober 2021                        |
| 2021 | Money Calling –                 | — | — | — | UK48 Silber · (14 Wo.)UK | Erstveröffentlichung: 29. Oktober 2021 mit Da Beatfreakz     |
| 2022 | Reggae & Calypso –              | — | — | CH33 (7 Wo.)CH | UK12 Gold · (16 Wo.)UK | Erstveröffentlichung: 11. Februar 2022 mit Buni & YV         |
| 2022 | Backseat One of a Kind          | — | — | — | UK97 (1 Wo.)UK | Erstveröffentlichung: 15. April 2022                         |
| 2022 | 6AM in Dubai One of a Kind      | — | — | — | UK100 (1 Wo.)UK | Erstveröffentlichung: 29. April 2022 mit Buni & YV           |
| 2022 | Baba (Toma Tussi) One of a Kind | — | — | — | UK42 (6 Wo.)UK | Erstveröffentlichung: 27. Mai 2022                           |
| 2022 | Pisces One of a Kind            | — | — | — | UK78 (1 Wo.)UK | Erstveröffentlichung: 30. September 2022 feat. Krept & Konan |

Weitere Singles
- 2018: Trick or Treat (feat. Lattz)
- 2019: VidaLoca (mit Pressa & Taze)
- 2019: Playground
- 2019: OMG (mit LD)
- 2020: Splash (mit Dappy)
- 2020: Money Hungry (mit KJ)
- 2020: Splash Out IV
- 2020: Unruly (feat. Buni)
- 2020: Russ Hour
- 2020: Killy Killy (mit Jon Z & Quada)
- 2020: 8 9 10’s (Mit Marci Phonix & RA)
- 2020: Playground Finale
- 2021: Plugged In (mit Buni & Fumez the Engineer)
- 2023: International (mit Uzi)

Featurings
- 2020: Tizzy – Baby Girl

## Auszeichnungen für Musikverkäufe
| Goldene Schallplatte - Frankreich - 2023: für die Single Reggae & Calypso - Spanien - 2024: für die Single Body Platin-Schallplatte - Dänemark - 2023: für die Single Body - Italien - 2021: für die Single Body - Kanada - 2021: für die Single Body - Neuseeland - 2021: für die Single Body - Polen - 2024: für die Single Body - Portugal - 2022: für die Single Body | 2× Platin-Schallplatte - Australien - 2021: für die Single Body |

Anmerkung: Auszeichnungen in Ländern aus den Charttabellen bzw. Chartboxen sind in ebendiesen zu finden.
| Land/RegionAuszeichnungen für Musikverkäufe (Land/Region, Auszeichnungen, Verkäufe, Quellen) | Silber     | Gold     | Platin       | Verkäufe  | Quellen                   |
| -------------------------------------------------------------------------------------------- | ---------- | -------- | ------------ | --------- | ------------------------- |
| Australien (ARIA)                                                                            | —          | —        | 2× Platin2   | 140.000   | aria.com.au               |
| Dänemark (IFPI)                                                                              | —          | —        | Platin1      | 90.000    | ifpi.dk                   |
| Frankreich (SNEP)                                                                            | —          | Gold1    | —            | 100.000   | snepmusique.com           |
| Italien (FIMI)                                                                               | —          | —        | Platin1      | 70.000    | fimi.it                   |
| Kanada (MC)                                                                                  | —          | —        | Platin1      | 80.000    | musiccanada.com           |
| Neuseeland (RMNZ)                                                                            | —          | —        | Platin1      | 30.000    | aotearoamusiccharts.co.nz |
| Polen (ZPAV)                                                                                 | —          | —        | Platin1      | 50.000    | olis.pl                   |
| Portugal (AFP)                                                                               | —          | —        | Platin1      | 10.000    | Einzelnachweise           |
| Schweiz (IFPI)                                                                               | —          | Gold1    | —            | 10.000    | hitparade.ch              |
| Spanien (Promusicae)                                                                         | —          | Gold1    | —            | 30.000    | elportaldemusica.es       |
| Vereinigtes Königreich (BPI)                                                                 | 2× Silber2 | Gold1    | 5× Platin5   | 3.800.000 | bpi.co.uk                 |
| Insgesamt                                                                                    | 2× Silber2 | 4× Gold4 | 13× Platin13 |           |                           |